# Tongguan
Tongguan (chiń. upr. 铜官区; chiń. trad. 銅官區; pinyin Tóngguān Qū) – dzielnica miasta Tongling w prowincji Anhui we wschodniej części Chińskiej Republiki Ludowej. Liczba mieszkańców dzielnicy, w 2018 roku, wynosiła 407 000. Dzielnica zajęła część terenu powstałego po połączeniu dzielnicy Tongguanshan i Shizishan w październiku 2015 roku.